# 제임스 릴리
제임스 로드릭 릴리(James Roderick Lilley, 1928년 1월 15일~2009년 11월 12일)는 미국의 전 외교관이다.

## 학력
- 예일대학교 영문학·러시아어학 학사
- 조지 워싱턴 대학교 대학원 국제관계학 석사
- 컬럼비아 대학교 대학원 고전문학 박사

## 경력
- 미국 중앙정보국 요원 (30년 근무)
- 미국재대만협회 사무소장 (주 타이완 공관장)
- 제13대 주미대사

## 같이 보기
- 주미대사
- 덩샤오핑

## 참고 문헌
- 李潔明 (2003년 4월 12일). 《《李潔明回憶錄》》 (중국어 정체). 臺灣萬華: 時報文化. ISBN 978-9571338842.